# Les McKeand
Les McKeand, född 17 september 1924, död 11 november 1950, var en friidrottare från Australien. Han deltog vid olympiska sommarspelen 1948.